# Carlos Salamanca
Carlos Salamanca (Bogotá, 15 de enero de 1983) es un tenista profesional colombiano, que participa principalmente en el circuito ATP Challenger Series.

## Carrera
Juega con el revés a dos manos. Comenzó a jugar tenis a los nueve años. Los padres son Alfonso José y Nora Susana, y sus hermanos son Alfonso Enrique y José Felipe. Su superficie preferida es la arcilla y sus ídolos en su niñez fueron Pete Sampras y Andre Agassi. Su momento favorito en su carrera fue "ganar el título de dobles en Roland Garros júnior [c / Alejandro Falla en 2001). Es entrenado por Jorge Todero.
Su ranking individual más alto fue el Nº 137 alcanzado el 16 de agosto de 2010, mientras que en dobles llegó a ser el Nº 185 el 8 de septiembre de 2014.
Hasta el momento ha obtenido 10 títulos de la categoría ATP Challenger Series, 6 en la modalidad de individuales y 4 en dobles.

### Copa Davis
Desde el año 2002 es participante del Equipo de Copa Davis de Colombia. Tiene en esta competición un récord total de partidos ganados/perdidos de 13/11 (3/4 en individuales y 10/7 en dobles). En Pareja con Alejandro Falla forman el mejor equipo de dobles en la historia de Colombia en la Copa Davis.

## Títulos; 10 (6 + 4)
| Leyenda                     | Individuales | Dobles |
| --------------------------- | ------------ | ------ |
| Grand Slam                  | 0            | 0      |
| ATP World Tour Finals       | 0            | 0      |
| ATP World Tour Masters 1000 | 0            | 0      |
| ATP World Tour 500 Series   | 0            | 0      |
| ATP World Tour 250 Series   | 0            | 0      |
| ATP Challenger Series       | 6            | 4      |

### Individuales
| Nº | Fecha      | Torneo                   | Superficie    | Oponente en la final  | Resultado       |
| 1. | 10.07.2006 | Challenger de Cuenca     | Tierra batida | Giovanni Lapentti     | 4–6, 7–68, 7–5  |
| 2. | 15.07.2007 | Challenger de Bogotá (1) | Tierra batida | Thomaz Bellucci       | 4–6, 6–3, 6–2   |
| 3. | 21.09.2009 | Challenger de Bogotá (2) | Tierra batida | Riccardo Ghedin       | 6–1, 7–65       |
| 4. | 28.09.2009 | Challenger de Quito      | Tierra batida | Sebastián Decoud      | 7–64, 6–75, 6–4 |
| 5. | 03.10.2010 | Challenger de Cali       | Tierra batida | Júlio Silva           | 7–5, 3–6, 6-3   |
| 6. | 15.04.2012 | Challenger de Pereira    | Tierra batida | Rubén Ramírez Hidalgo | 5-7, 6-2, 6-1   |

### Dobles
| No. | Fecha      | Torneo                              | Superficie    | Pareja             | Rival                           | Resultado  |
| 1.  | 13.07.2008 | Challenger de Bogotá                | Tierra batida | Xavier Malisse     | Juan Cabal Michael Quintero     | 6-1, 6-4   |
| 2.  | 10.04.2011 | Challenger de Pereira               | Tierra batida | Marcel Felder      | Alejandro Falla Eduardo Struvay | 7-6, 6-4   |
| 3.  | 07.10.201  | Challenger de Quito                 | Tierra batida | Juan Cabal         | Marcelo Demoliner João Souza    | 7-67, 7-64 |
| 4.  | 13.10.2013 | Challenger de São José do Rio Preto | Tierra        | Nicolás Barrientos | Marcelo Demoliner João Souza    | 6-4, 6-4   |